# (19189) Stradivari
(19189) Stradivari ist ein Asteroid des Hauptgürtels, der am 28. Dezember 1991 vom deutschen Astronomen Freimut Börngen an der Thüringer Landessternwarte Tautenburg (IAU-Code 033) entdeckt wurde.
Der Asteroid wurde nach dem italienischen Geigenbaumeister Antonio Stradivari (~1644 bis 1737) benannt.